# Villa De Bank

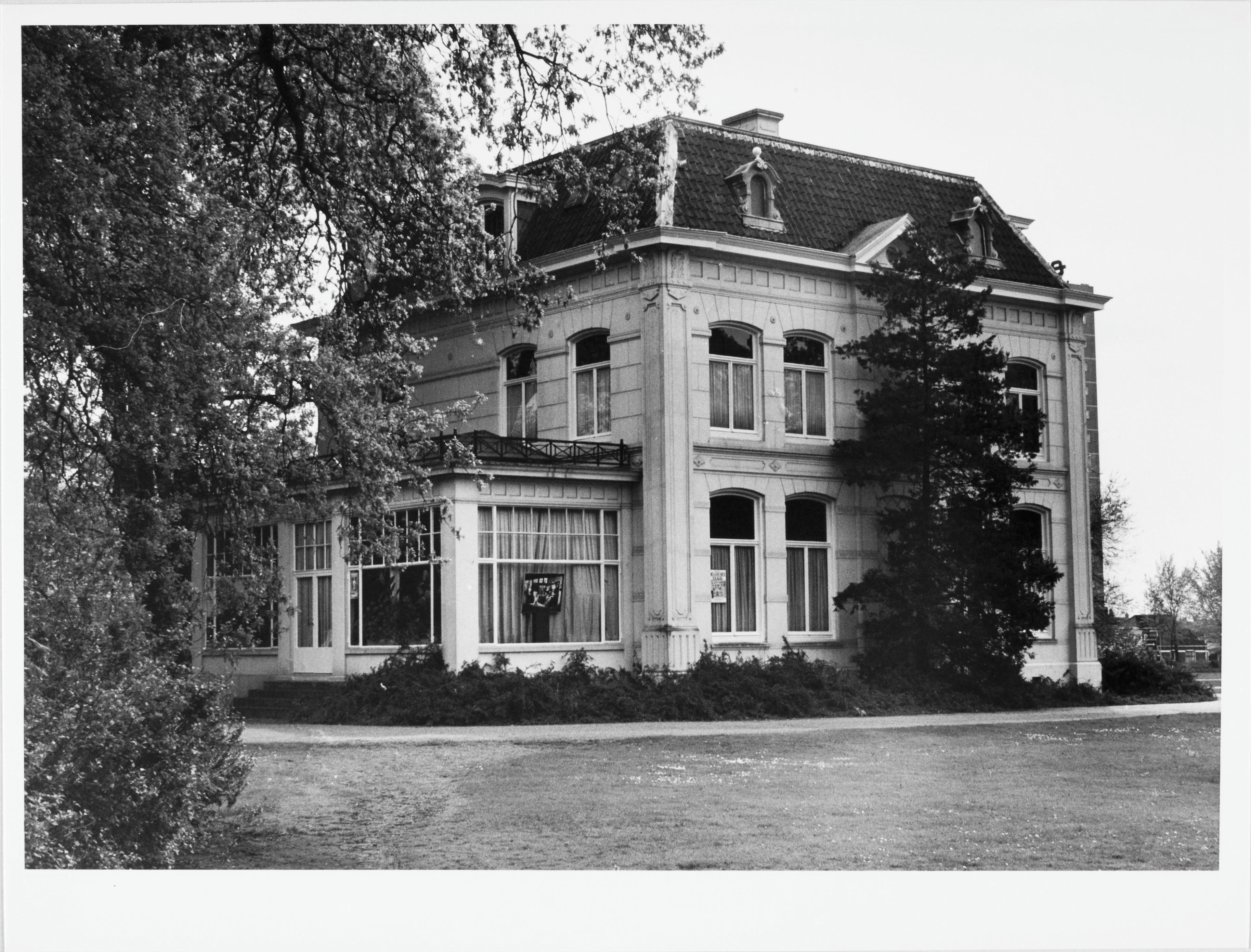
Villa Blijdenstein, achterzijde

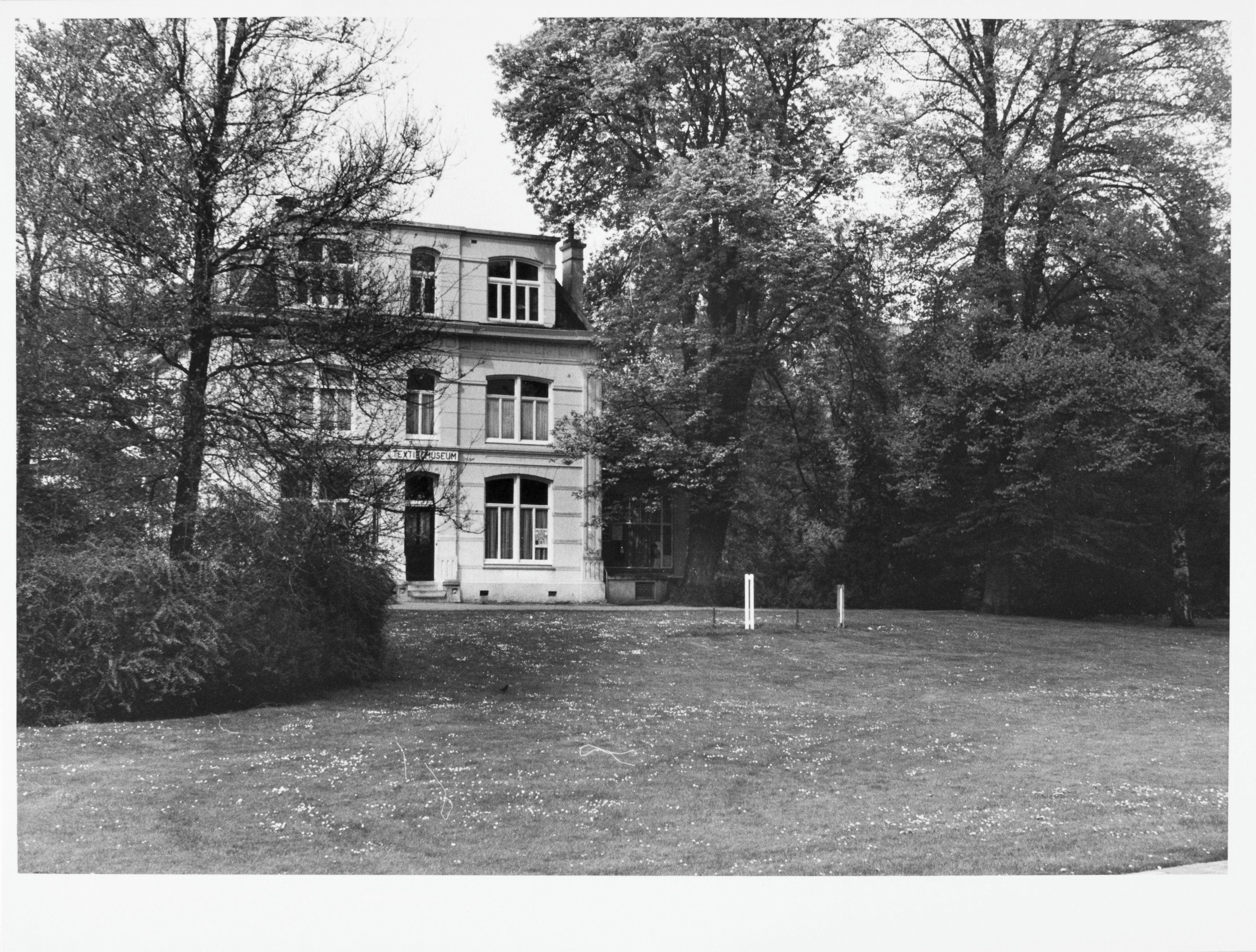
Villa Blijdenstein, voorzijde

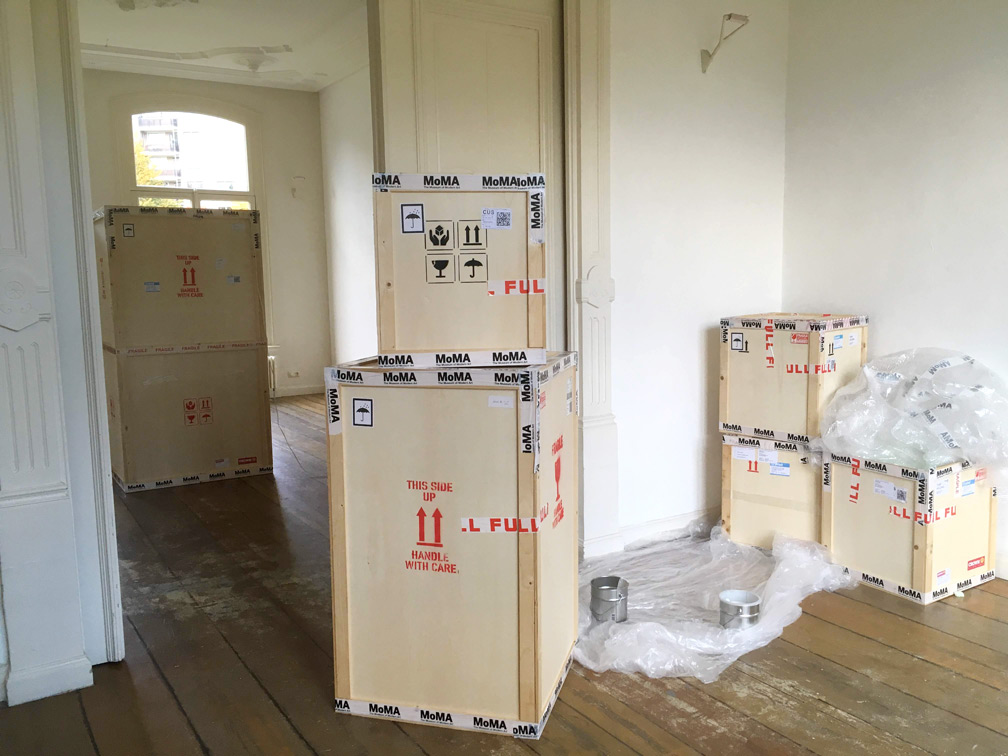
Een expositie bij Villa de Bank

Villa De Bank is een kunstruimte in de Nederlandse stad Enschede, gevestigd in de voormalige villa Blijdenstein. De kunstruimte ontstond in 1998 uit een fusie tussen de initiatieven Stichting de Villa en Stichting De Bank, beide opgericht in de jaren 1980.

## Locatie
Het kunstenaarsinitiatief is gevestigd in een statige fabrikantenvilla in een klein park ten oosten van het centrum van de stad. Rondom de villa bevindt zich het het Blijdensteinpark met meerdere beelden waaronder een Indië-monument vervaardigd door Hans Petri. Vroeger bevond zich ten zuiden van de villa een Hessenweg. De naam daarvan veranderde van Helweg in Gronausestraat en later in Boulevard 1945. De twee delen van het Blijdensteinpark vormden vroeger een landgoed van vijf en een halve hectare rondom het buitenhuis.

## Tentoonstellingen
Het tentoonstellingsbeleid richt zich vooral op solopresentaties van jonge kunstenaars, zoals afgestudeerden aan de academie voor beeldende kunst, AKI en de Kunstacademie Düsseldorf. Af en toe vinden er thema-tentoonstellingen en grensoverschrijdende uitwisselingsprojecten plaats, bijvoorbeeld in samenwerking met Kunstverein ArtHAUS e.V. dat regelmatig kunstexposities verzorgt in Slot Ahaus in Ahaus.
Villa De Bank organiseert jaarlijks een tiental tentoonstellingen en publiceerde een lijst van gelimiteerde edities, boekwerken en catalogi. Ter financiering van de activiteiten heeft het kunstenaarsinitiatief een kleine kring van donateurs, die als tegenprestatie een jaarlijkse grafiekmap en multiples ontvangen, die gemaakt werden door de exposerende kunstenaars van dat jaar. Tot het concept behoren ook uitnodigingen aan geïnteresseerden en fotografische documentatie van de tentoonstellingen. De focus ligt op hedendaagse kunst uit Enschede en elders.
Alle tentoonstellingen worden fotografisch gedocumenteerd voor het (dia)archief. Kunstenaars die hier exposeerden waren onder anderen: Gijs Assmann, Alphons ter Avest, Hans Ebeling Koning, Philip Akkerman en Chris de Bueger. In 2018 toonde Villa de Bank het werk van Melle Nieling in samenwerking met het Museum of Modern Art in New York.

## Geschiedenis

### Kunstruimte De Bank
Kunstruimte De Bank ontstond in 1985 op initiatief van een viertal kunstenaars. De oprichters waren Jos Boomkamp, Albert Bouhuis, Eric de Gram en Paul Silder. De twee laatstgenoemden werkten voordien samen onder de naam Bank of Friendship. De naam kwam van het Londense café aan Blackstock Road waar Paul Silder zich vaak bevond tijdens zijn studie aan The Slade. Kunstenaarsinitiatief De Bank was gevestigd in een voormalig winkelpand aan de Noorderhagen te Enschede en organiseerde kleinschalige tentoonstellingen van beginnende en min of meer gevestigde kunstenaars. Van de vier initiatiefnemers is alleen Paul Silder tot op heden bij de dagelijkse gang van zaken betrokken.

### Villa Blijdenstein
De huidige neoclassicistische villa met symmetrische witgepleisterde voorgevel werd in 1881, onder architectuur van H.P. Timmer, gebouwd door het echtpaar Herman Gijsbert Blijdenstein en Emmerentia Johanna Ebeling. Hun dochter Johanna Ida Beltman-Blijdenstein was de laatste bewoner uit deze familie. Bij de schenking van het landgoed aan de gemeente Enschede in 1958 ten behoeve van de aanleg van een autoweg, Boulevard 1945, werd vastgelegd dat het oorspronkelijke buitenhuis van de familie een openbare functie zou moeten krijgen op het gebied van cultuur en wetenschappen.
Sinds 1962 deed de villa een aantal decennia dienst als Twents textielmuseum. Toen dit museum verhuisde naar het Fabriekscomplex Jannink werd de villa verhuurd aan Stichting de Villa, een atelierstichting voor beeldend kunstenaars. Op de begane grond werd een expositieruimte ingericht. Het adres van de villa is op een gegeven moment administratief veranderd van Espoortstraat 82 in Espoortstraat 182. Het Twents Textielmuseum en haar opvolger Museum Jannink zijn in 2008 opgegaan in museum TwentseWelle, sinds 2018 bekend als De Museumfabriek.
Vanuit de ondernemerswereld zijn enkele jaren geleden plannen ontwikkeld om de villa om te vormen tot een besloten sociëteit met een bescheiden openbare horecafunctie en ernaast een nieuwe kunsthal te bouwen voor de cultuur. Rond 2010 waren er signalen dat de gemeente Enschede op zoek wilde gaan naar een alternatieve locatie voor Kunstruimte Villa De Bank. Een gerechtelijke uitspraak stelde Villa De Bank in haar gelijk dat de ruimteverdeling van zestig procent publieksfunctie (expositieruimte) en veertig procent ateliers goed voldoet aan de verplichtingen die de gemeente Enschede aanging bij het aanvaarden van het legaat, waarmee een eventuele verhuizing van Villa De Bank naar de Enschedese Cultuurmijl voorlopig van de baan lijkt.